# レールパワーGG20B形ハイブリッド機関車

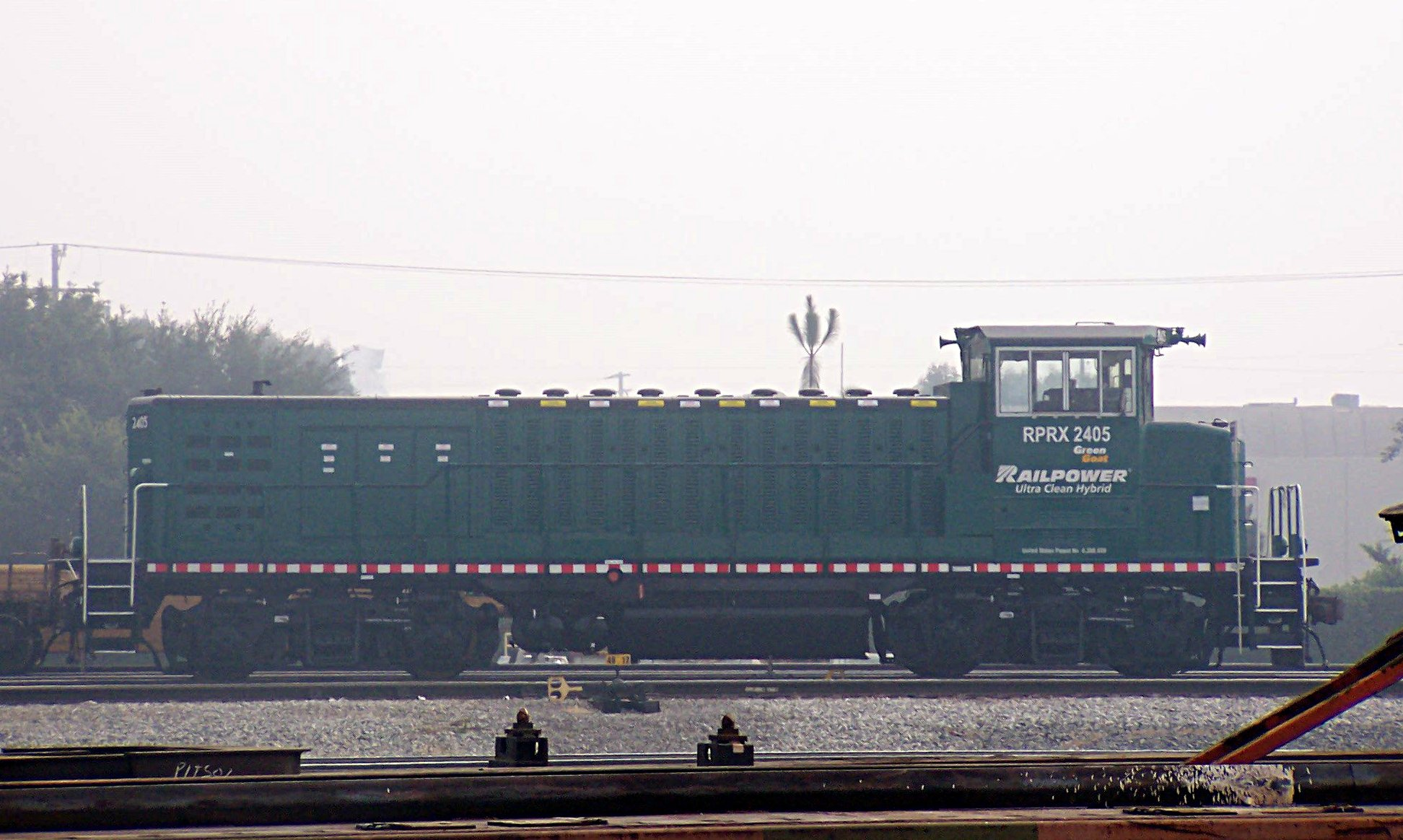
2405号。メーカーによるデモンストレーター機。

レールパワーGG20Bは、レールパワー・テクノロジーズ製のハイブリッド機関車である。車軸配置B-Bの、スイッチャータイプである。グリーン・ゴート（緑のヤギ）というメーカーによる愛称がある。本項では、プロトタイプとなったGGS2000Dについても述べる。

## GGS2000D
GGS2000Dは、2001年にプロトタイプとして完成した。ロードナンバーとしてRPRX2001が与えられ、エメラルドという愛称も与えられた。
のちのレールパワーシリーズ各車ともっとも異なる外観上の特徴は、ロング・フードが後継車種の半分ほどの低さであり、かつ長いことである。これは、後継車種より発電セットが小型であり、容量の小さな制御弁式バッテリーを装備しているためである。発電セット用のディーゼルエンジンは、当初は90馬力のものを装備していたが、のちに130馬力のものに換装されている。バッテリーによる電力との合計出力は2000馬力である。
フード側面にグリルの類はなく、上面に、バッテリーの開放口があるのみである。

## GG20B

### 解説
GG20Bは、発電セット1基とバッテリーを搭載した機関車である。エンジンとバッテリーの出力比は1：2となり、バッテリーからの電力供給がメインとなる。そのため、レールパワーはこれをバッテリー・ドミナント・ハイブリッド方式としている。ロング・フード内を3等分するような割合で、運転室側からバッテリー、バッテリー、発電セットという順で納められている。
搭載するディーゼルエンジンは必要に応じて200kWから500kWのものを搭載する。バッテリー容量は1,200アンペア時である。
レールパワー・テクノロジーズによれば、エンジン自体の環境性能と必要に応じてエンジンを停止することにより、燃費を40-60%改善するとともに、窒素酸化物と粒子状物質(PM)を80-90%低減し、厳しい基準で知られるカリフォルニア州大気資源局が定める「機関車の超低公害排出ガス基準」に適合するほか、粘着牽引力の増大やメンテナンスの省力化も図れるとしている。
Tier2対応の新型スイッチャーの価格が130万ドルほどであるのに対して、Tier4にも対応できるであろう本形式は、種車を5万ドルとした場合、92万5,000ドルである。

### 車体
完全なる新製ではなく、老朽車両のリビルドで製造する。種車から流用するのは、台枠、台車、駆動用モーター、連結器、砂撒器などのいわゆる下回りであり、フードなどは新製する。運転室は、流用することも、新製することも可能である。
種車はEMDのGP38またはGP9がほとんどであるが、ユニオン・パシフィック鉄道(UP)はGE製の機関車を用いることが多い。

### 燃料電池試験車
2007年、カナディアン・パシフィック鉄道の1704号が燃料電池車両として試験的に改造された。納入先はBNSF鉄道で、1205号となった。燃料電池システムは燃料電池推進研究所(Fuelcell Propulsion Institute)とBNSF鉄道が開発したもの。燃料電池出力は250kW相当で、当初はロングフード上部に、のちにロングフード内の発電セットがあった部分に移設されている。車体下部の燃料タンクは撤去されている。